# Oculinidae
Oculinidae — родина колоніальних мадрепорових коралів. Родина включає глибоководні види, яким не потрібно багато сонячного світла.

## Опис
Madrepora oculata виростає до 40 сантиметрів довжини і мешкає біля узбережжя і в фіордах Норвегії на глибинах від 50 до 1600 метрів. Багато видів цієї родини утворюють симбіотичні відносини з джгутиковими найпростішими — зооксантеллами, які живуть в тканинах поліпів. Ці фотосинтезуючі водорості забезпечують поживні речовини для поліпів, а самі користуються безпечним навколишнім середовищем і підвищеним сонячним місцем.

## Поширення
Oculina і Schizoculina розповсюдженні в Атлантичному океані, в той час як Galaxea і Simplastrea поширені в Індо-Тихоокеанському регіоні і Червоному морі.

## Класифікація
Родина включає в себе 11 родів і близько 30 видів:
- Acrhelia
- Bantamia
- Bathelia Moseley, 1881
- Cyathelia Milne-Edwards & Haime, 1849
- Галаксея (Galaxea) Oken, 1815
- Madrepora Linnaeus, 1758
- Oculina Lamarck, 1816
- Petrophyllia Conrad, 1855
- Schizoculina
- Sclerhelia Milne Edwards & Haime, 1850
- Simplastrea